# Bembibre Hockey Club
El Bembibre Hockey Club és un club d'hoquei sobre patins castellanolleonès de la localitat de Bembibre, a la província de Lleó. Va ser fundat l'any 2022 i actualment competeix a la OK Lliga Femenina. Disputa els seus partits com a local al Bembibre Arena.

## Història
El seu origen rau a la tasca desenvolupada per la Asociación Patinaje Global del Bierzo (APG), creada l'any 2011. L'APG va aconseguir ser subcampió de l'OK Lliga Plata la temporada 2021-22, però va renunciar a l'ascens a OK Lliga que aquest fet li suposava.
Per a la següent temporada 2022-23, l'associació es torna a inscriure a la OK Lliga Plata, refundada ja com a Bembibre Hockey Club. L'equip esdevé finalista de la Copa de la Princesa, caient a la final enfront el CH Mataró al Polideportivo José Caballero d'Alcobendas. Aquella temporada aconseguiria de nou l'ascens a OK Lliga, la màxima categoria estatal.
La seva primera temporada a la màxima categoria, la 2023-24, l'equip aconsegueix la permanència a la penúltima jornada.